# Feresa
Feresa – rodzaj waleni z rodziny delfinowatych obejmujący tylko jeden gatunek: 
- orka najmniejsza (Feresa attenuata).